# مجلس الأمن التابع للأمم المتحدة
مجلس الأمن التابع للأمم المتحدة واختصارًا مجلس الأمن؛ والمعروف إعلاميًا بـ مجلس الأمن الدولي، هو أحد الأجهزة الرئيسية الستة للأمم المتحدة، ومقره في مدينة نيويورك، ويعدّ المسؤول عن حفظ السلام والأمن الدوليين طبقًا للفصل السابع من ميثاق الأمم المتحدة، كما يقوم بالتوصية بقبول أعضاء جدد في الأمم المتحدة في الجمعية العامة والموافقة على أي تغييرات في ميثاق الأمم المتحدة. ولمجلس الأمن سلطة قانونية على حكومات الدول الأعضاء لذا تُعدّ قراراته مُلزمة للدول الأعضاء (بحسب المادة الرابعة من الميثاق)، وتشمل سُلطاته عمليات حفظ السلام ، وفرض عقوبات دولية ، والسماح بعمل عسكري. مجلس الأمن الدولي هو الهيئة الوحيدة في الأمم المتحدة المخوَّلة إصدار قراراتٍ ملزمة للدول الأعضاء.
أُنشا مجلس الأمن بعد الحرب العالمية الثانية لمعالجة إخفاقات عصبة الأمم في الحفاظ على السلام العالمي. عُقدت أولى جلساته في 17 يناير 1946 وفي العقود اللاحقة اخفق إلى حدٍ كبير بسبب الحرب الباردة بين الولايات المتحدة والاتحاد السوفيتي وحلفائهما. ومع ذلك فقد أجاز مجلس الأمن التدخلات العسكرية في الحرب الكورية وأزمة الكونغو وبعثات حفظ السلام في أزمة السويس وقبرص وغينيا الغربية الجديدة. مع انهيار الاتحاد السوفيتي زادت جهود حفظ السلام التابعة للأمم المتحدة بشكل كبير وعلى نطاق واسع، حيث أجاز مجلس الأمن البعثات العسكرية وبعثات حفظ السلام الرئيسية في الكويت وناميبيا وكمبوديا والبوسنة والهرسك ورواندا والصومال والسودان وجمهورية الكونغو الديمقراطية.
يتألف مجلس الأمن من خمسة عشر عضوًا ، خمسة منهم أعضاء دائمون وهم: الصين وفرنسا وروسيا والمملكة المتحدة والولايات المتحدة الأمريكية. هذه الدول دائمة العضوية هي القوى العظمى التي انتصرت في الحرب العالمية الثانية. يمكن للأعضاء الدائمين استخدام حق النقض ضد أي قرار بما في ذلك القرارات المتعلقة بقبول أعضاء جدد في الأمم المتحدة أو المرشحين لمنصب الأمين العام. يُنتخب الأعضاء العشرة المتبقين على أساسٍ إقليمي لمدة عامين. تتناوب رئاسة الهيئة شهريًا على أعضائها.
عادة ما يتم تنفيذ قرارات مجلس الأمن من قبل قوات حفظ السلام التابعة للأمم المتحدة والقوات العسكرية التي تقدمها الدول الأعضاء طواعية وتموَّل بشكل مستقل عن الميزانية الرئيسية للأمم المتحدة. اعتبارًا من مارس 2019 ، كانت هناك ثلاث عشرة بعثة لحفظ السلام تضم أكثر من 81,000 فرد من 121 دولة بميزانية إجمالية تقارب 6.7 مليار دولار.

## التاريخ

### الخلفية، والتأسيس
شُكلت، خلال القرن الذي سبق إنشاء الأمم المتحدة، العديد من المنظمات والمؤتمرات الدولية، بموجب معاهدات تهدف لوضع ضوابط للنزاعات بين الدول، بما في ذلك اللجنة الدولية للصليب الأحمر، واتفاقيتا لاهاي لعامي 1899 و1907. بعد الخسائر الكارثية بالأرواح التي تسببت بها الحرب العالمية الأولى، أسس مؤتمر باريس للسلام عصبة الأمم المتحدة بهدف الحفاظ على حالةٍ من الانسجام بين دول العالم. تمكنت هذه المنظمة حديثة العهد من حل بعض النزاعات الإقليمية، وأسست هياكل دولية متخصصة بمجالات معينة، كالبريد العادي والطيران والسيطرة على تجارة واستهلاك الأفيون، أصبح بعضها فيما بعد جزءًا من الجمعية العامة للأمم المتحدة. مع ذلك، افتقرت العصبة إلى تمثيل الشعوب المستعمرة (التي كانت تمثل حينها نصف سكان العالم). بالمقابل، اتسم تمثيل القوى الكبرى، كالولايات المتحدة الأمريكية والاتحاد السوفييتي وألمانيا واليابان، في العصبة بكونه مبالغًا به. فشلت العصبة في الحيلولة دون وقوع الغزو الياباني لمنشوريا عام 1931، وفي منع الحرب الإيطالية الإثيوبية الثانية عام 1935 والحرب اليابانية الصينية الثانية عام 1937، والتوسع النازي تحت حكم أدولف هتلر الذي تسبب باشتعال الحرب العالمية الثانية. 
في نهار رأس السنة الميلادية عام 1942، وقع الرئيس الأمريكي فرانكلين روزفلت ورئيس الوزراء البريطاني ونستون تشرشل، وسفير الاتحاد السوفيتي لدى الولايات المتحدة الأمريكية، ماكسيم ليتفينوف، وسونغ تسي فونغ من جمهورية الصين وثيقة موجزة تستند إلى كل من ميثاق الأطلسي وإعلان قصر سانت جيمس، وأصبحت هذه الوثيقة فيما بعد تعرف باسم إعلان الأمم المتحدة. في اليوم التالي، وقع ممثلون عن اثنين وعشرين دولة أخرى على الميثاق. استُخدم مصطلح «الأمم المتحدة» رسميًا لأول مرة عندما وقعت 26 حكومة على الإعلان نفسه. بحلول 1 مارس 1945، انضمت إلى الإعلان 21 دولة إضافية. صيغ مصطلح «الأربعة الكبار» للإشارة إلى الدول الأربعة الكبرى المتحالفة: الولايات المتحدة الأمريكية والمملكة المتحدة والاتحاد السوفييتي وجمهورية الصين الشعبية، وشكلت هذه الدول نواة لتأسيس الفرع التنفيذي للأمم المتحدة، الذي بات يعرف بمجلس الأمن الدولي.
بعد مؤتمر موسكو لعام 1943، ومؤتمر طهران في منتصف عام 1944، اجتمعت وفود من الدول الأربعة الكبرى المتحالفة، الاتحاد السوفييتي والمملكة المتحدة والولايات المتحدة وجمهورية الصين، في مؤتمر دومبارتون أوكس في العاصمة الأمريكية واشنطن للتفاوض بشأن هيكلية الأمم المتحدة، وسرعان ما أصبح تشكيل مجلس الأمن التابع للأمم المتحدة القضية المهيمنة على النقاشات. اختيرت كل من فرنسا وجمهورية الصين والاتحاد السوفييتي والمملكة المتحدة والولايات المتحدة الأمريكية لتشغل منصب عضو دائم في مجلس الأمن؛ حاولت الولايات المتحدة إضافة البرازيل إلى المجموعة بصفتها عضوًا سادسًا، إلا أن اقتراحها هذا قوبل بالرفض من قبل كل من المملكة المتحدة والاتحاد السوفييتي. كانت قضية أحقية منح حق النقض (الفيتو) القضية الأكثر إثارة للجدل في مؤتمر دومبارتون وفي المحادثات التالية للمؤتمر. اقترح الوفد السوفييتي منح حق النقض المطلق، الذي يمنع مناقشة القرارات من الأساس، لجميع الدول دون استثناء، بينما اقترح البريطانيون منع الدول التي كانت طرفًا في نزاع ما من استخدام حق النقض ضد القرارات المتعلقة بالنزاع نفسه. في مؤتمر يالطا في فبراير 1945، اتفقت الوفود الأمريكية والبريطانية والروسية على منح حق النقض لكل من «الدول الخمسة الكبار» ضد أي إجراء يتخذه مجلس الأمن الدولي، ما عدا القرارات الإجرائية، أي لا يمكن للأعضاء الدائمين منع إقامة نقاش حول قرار ما.
بتاريخ 25 أبريل 1945، انطلق مؤتمر الأمم المتحدة للمنظمة الدولية في سان فرانسيسكو بولاية كاليفورنيا الأمريكية بحضور 50 حكومة وعدد من المنظمات غير الحكومية المشاركة بصياغة ميثاق الأمم المتحدة. خلال المؤتمر، طالب عضو الوفد الأسترالي، هيربرت فير إيفات، بوضع المزيد من القيود على حق النقض (الفيتو) الذي مُنح للأعضاء الخمسة الدائمين في مجلس الأمن. قوبل اقتراح إيفات بالرفض بعد حصوله على تأييد عشرة أعضاء فقط، مقابل معارضة عشرين آخرين. يعود السبب وراء رفض اقتراح إيفات إلى خوف الحاضرين من تسبب ذلك بفشل المؤتمر.
أبصرت الأمم المتحدة النور بشكل رسمي بتاريخ 24 أكتوبر من عام 1945، وذلك مع مصادقة جميع الدول الخمس دائمة العضوية، الصين وفرنسا والاتحاد السوفيتي والمملكة المتحدة والولايات المتحدة الأمريكية، وغالبية الموقعين الآخرين البالغ عددهم 46 دولة، على ميثاقها. بتاريخ 17 يناير 1946، اجتمع مجلس الأمن الدولي لأول مرة في تشيرتش هاوس بمنطقة وستمنستر في لندن، المملكة المتحدة.

### الحرب الباردة
خلال العقود التي تلت تأسيسه، شُلت جميع جهود مجلس الأمن الدولي بسبب اشتعال الحرب الباردة بين الولايات المتحدة الأمريكية والاتحاد السوفييتي وحلفائهما، وفي العموم، كانت صلاحيات المجلس مقتصرة على النزاعات غير ذات الصلة بالحرب الباردة (كان قرار مجلس الأمن لعام 1950 المتعلق بإعطاء الولايات المتحدة الأمريكية وتحالفها الحق في صد غزو كوريا الشمالية لكوريا الجنوبية، الذي تم تمريره في المجلس في ظل غياب الاتحاد السوفييتي، الاستثناء الوحيد لهذه القاعدة). في عام 1956، أُنشئت أول قوة طوارئ تابعة للأمم المتحدة بهدف إنهاء حرب السويس؛ مع ذلك، لم تتمكن الأمم المتحدة من التدخل لمنع غزو الاتحاد السوفيتي للمجر عقب الثورة المجرية. شلت انقسامات الحرب الباردة عمل لجنة الأركان العسكرية التابعة لمجلس الأمن، والتي شُكلت بموجب المادتين 45 و47 من ميثاق الأمم المتحدة بهدف الإشراف على قوات الأمم المتحدة وإنشاء قواعد عسكرية تابعة لها. بقي تواجد اللجنة مقتصرًا على الورق فقط، إلى أن اضطرت للتخلي عن جزء كبير من مهامها في منتصف خمسينيات القرن العشرين.
في عام 1960، نشرت الأمم المتحدة قوة لحفظ السلام في الكونغو (عملية الأمم المتحدة في الكونغو)، ووصفت بكونها أكبر قوة عسكرية تابعة للأمم المتحدة خلال العقود الأولى لتأسيسها. كان الهدف من نشر القوة هو إعادة النظام إلى ولاية كاتانغا الانفاصلية، وإعادتها لسيطرة جمهورية الكونغو الديموقراطية، وهو ما تمكنت القوة من تحقيقه بحلول عام 1964. مع ذلك، تجاوزت بعض القوى مجلس الأمن الدولي وإقامة مفاوضات مباشرة حول بعض الصراعات الكبرى خلال العقد السابع من القرن العشرين، كأزمة الصواريخ الكوبية، أو حرب فيتنام. بالتركيز على النزاعات الأصغر غير المرتبطة بالحرب الباردة، نشر مجلس الأمن السلطة التنفيذية المؤقتة للأمم المتحدة في غرب غينيا الجديدة في عام 1962، وقوة حفظ سلام تابعة للأمم المتحدة في قبرص في عام 1964 وأصبحت الأخيرة واحدة من أطول عمليات الأمم المتحدة لحفظ السلام مدةً.

## الأعضاء

مخطط يوضح توزع عضوية مجلس الأمن وفق مجموعات الدول في الأمم المتحدة
المجموعة الأفريقية
مجموعة آسيا-الباسيفيك
مجموعة أوروبا الشرقية
مجموعة أمريكا اللاتينية ودول الكاريبي
مجموعة أوروبا الغربية وباقي الدول

يتكون المجلس من خمسة أعضاء دائمين ولهم حق النقض (حق الفيتو) وهم: الاتحاد الروسي، والصين، وفرنسا، والمملكة المتحدة، والولايات المتحدة. ويعود سبب حصولهم على المقاعد الدائمة لانتصاراتهم التي تحققت في الحرب العالمية الثانية. وقد ترأسوا أعلى المراتب في قائمة الإنفاق العسكري للدول. وستة أعضاء غير دائمين قبل أن يتم زيادة العدد إلى عشرة أعضاء عام 1965 عندما عدل ميثاق الأمم المتحدة.
تنتخب الجمعية العامة الأعضاء غير الدائمين في المجلس لفترات مدة كل منها سنتان يتم تبديل خمسة أعضاء كل سنة، اختيار الأعضاء غير الدائمين يتم من قبل الأعضاء الخمسة الدائمين في المجلس وتوافق عليها الجمعية العامة للأمم المتحدة.
والدول الأعضاء غير الدائمين حالياً هم:
| المدة | أفريقيا | أفريقيا  | أفريقيا | آسيا والمحيط الهادئ      | آسيا والمحيط الهادئ | أوروبا الشرقية | أمريكا اللاتنية وَالكاريبي | أمريكا اللاتنية وَالكاريبي | أوروبا الغربية وَغيرها | أوروبا الغربية وَغيرها |
| ----- | ------- | -------- | ------- | ------------------------ | ------------------- | -------------- | ------------------------- | ------------------------- | --------------------- | --------------------- |
| 2022  | الغابون | غانا     |         | الإمارات العربية المتحدة |                     | ألبانيا        | البرازيل                  |                           |                       |                       |
| 2023  | الغابون | غانا     | موزمبيق | الإمارات العربية المتحدة | اليابان             | ألبانيا        | البرازيل                  | الإكوادور                 | مالطا                 | سويسرا                |
| 2024  | الجزائر | سيراليون | موزمبيق | كوريا الجنوبية           | اليابان             | سلوفينيا       | غيانا                     | الإكوادور                 | مالطا                 | سويسرا                |
| 2025  | الجزائر | سيراليون |         | كوريا الجنوبية           |                     | سلوفينيا       | غيانا                     |                           |                       |                       |

في 2013، رفضت المملكة العربية السعودية قبول العضوية غير الدائمة في مجلس الأمن وهي، أول دولة تدعى إلى مجلس الأمن وترفض تلك الدعوة، أصدرت الخارجية السعودية بيانًا عللت فيه الرفض بالقول «إن المملكة ترى أن أسلوب وآليات العمل وازدواجية المعايير الحالية في مجلس الأمن تحول دون قيام المجلس بأداء واجباته وتحمل مسؤولياته تجاه حفظ الأمن والسلم العالميين». أشار البيان إلى بقاء القضية الفلسطينية بدون حل وفشل المجلس في إخلاء منطقة الشرق الأوسط من جميع أسلحة الدمار الشامل بسبب الفشل في إخضاع البرامج النووية لجميع الدول للمراقبة دون استثناء أو الحيلولة دون سعي أي دولة لامتلاك الأسلحة النووية. انتقدت روسيا الخطوة السعودية حيث قالت وزارة الخارجية الروسية في بيان إن هذا الرفض «يعني تخلي السعودية عن العمل الجماعي في إطار المجلس على الحفاظ على السلام والأمن في العالم». أما فرنسا فأعلنت أنها تشاطر السعودية إحباطها وقالت إن لديها مقترحًا لتعديل حق النقض. اعتبرت المتحدثة باسم وزارة الخارجية الأمريكية أن القرار السعودي «شأن خاص». وفي عام 2017 فازت الكويت بمقعد غير دائم في مجلس الأمن، وشغلت منصبها الجديد كعضو غير دائم في مجلس الأمن لمدة سنتين اعتبارا من يناير/كانون الثاني 2018.

## إجراءات التصويت
ولكل عضو من أعضاء المجلس صوت واحد، وتتخذ القرارات بشأن المسائل الإجرائية بموافقة تسعة على الأقل من الأعضاء الـ 15. وتتطلب القرارات المتعلقة بالمسائل الموضوعية تأييد تسعة أصوات، من بينها أصوات كافة الأعضاء الخمسة الدائمين. وهذه القاعدة هي قاعدة «إجماع الدول الكبرى»، التي كثيرا ما تسمى حق «الفيتو».
وبموجب الميثاق، يوافق جميع أعضاء الأمم المتحدة على قبول قرارات مجلس الأمن وتنفيذها. والمجلس هو الجهاز الوحيد التابع للأمم المتحدة الذي يتمتع بسلطة اتخاذ قرارات تكون الدول ملزمة بتنفيذها بموجب الميثاق، أما الأجهزة الأخرى فإنها تقدم التوصيات إلى الحكومات
وهو منظم بحيث يستطيع العمل بدون انقطاع، ويجب أن يكون ممثل عن كل واحد من أعضائه موجودا في مقر الأمم المتحدة طول الوقت.
في 31 يناير 1992، عُقد أول اجتماع قمة للمجلس في المقر، وحضره رؤساء دول وحكومات 13 من أعضائه ال 15 ووزيرا خارجية العضوين الآخرين. ويجوز للمجلس أن يجتمع في مكان غير المقر، ففي عام 1972 عقد دورة في أديس أبابا في إثيوبيا، وعقد في العام التالي دورة في بنما.
وعندما ترفع إلى المجلس شكوى تتعلق بخطر يتهدد السلام، يبادر عادة بتقديم توصيات إلى الأطراف بمحاولة التوصل إلى اتفاق بالوسائل السلمية. وفي بعض الحالات، يضطلع المجلس نفسه بالتحقيق والوساطة. ويجوز له أن يعيّن ممثلين خاصين أو يطلب إلى الأمين العام أن يفعل ذلك. كما يجوز له أن يضع مبادئ من أجل تسوية سلمية.
وعندما يفضي نزاع ما إلى القتال، يكون شغل المجلس الشاغل إنهاء ذلك في أقرب وقت ممكن. وفي مناسبات عديدة، أصدر المجلس تعليمات لوقف إطلاق النار كانت لها أهمية حاسمة في الحيلولة دون اتساع رقعة الاقتتال. وهو يوفد أيضا قوات الأمم المتحدة لحفظ السلام للمساعدة على تخفيف التوتر في مناطق الاضطرابات، والفصل بين القوات المتحاربة وتهيئة ظروف الهدوء التي يمكن أن يجري في ظلها البحث عن تسويات سلمية. ويجوز للمجلس أن يقرر اتخاذ تدابير إنفاذ، أو جزاءات اقتصادية (مثل عمليات الحظر التجاري) أو اتخاذ إجراء عسكري جماعي.
وعندما يتخذ مجلس الأمن إجراء منع أو إنفاذ ضد دولة عضو ما، يجوز للجمعية العامة، أن تعلق تمتع تلك الدولة بحقوق العضوية وامتيازاتها، بناء على توصية المجلس. وإذا تكررت انتهاكات دولة عضو ما لمبادئ الميثاق، يجوز للجمعية العامة أن تقصيها من الأمم المتحدة، بناء على توصية المجلس.
ويجوز للدولة العضو في الأمم المتحدة التي ليست عضوا في مجلس الأمن، أن تشارك في مناقشات المجلس، بدون حق التصويت، إذا اعتبر هذا الأخير أن مصالحها عرضة للضرر. ويُدعى كل من أعضاء الأمم المتحدة وغير الأعضاء، إذا كانوا أطرافا في نزاع معروض على المجلس، إلى المشاركة في مناقشاته، بدون حق التصويت؛ ويضع المجلس شروط مشاركة الدولة غير العضو. وتتناوب الدول الأعضاء في المجلس على رئاسته شهريا، وفقا للترتيب الأبجدي الإنجليزي لأسمائها.